# Methods of Mayhem
Methods of Mayhem (рус. дословно — «Методы насилия») — американская рэп-рок-группа, созданная в 1999 году Томми Ли, который временно ушёл с позиции барабанщика в Mötley Crüe.

## История
Первый альбом с одноимённым названием "Methods of Mayhem) был выпущен под конец 1999 года и был сертифицирован как золотой. В создании альбома приняли участие Фред Дёрст, The Crystal Method, U-God, Кид Рок, Snoop Dogg, Lil' Kim, Джордж Клинтон и Mix Master Mike. Группа распалась в сентябре 2000.
Томми Ли анонсировал перезапуск Methods of Mayhem, и начало записи в марте 2009. По слухам, новыми членами группы стали Уилл Хант, гитарист J3, гитарист Phil X (который был привлечён к записи первого альбома), а также вернувшийся басист Marty O’brien. В ходе официального турне так и не стало подтверждено, что каждый из этих музыкантов будет подключён к записи нового альбома. Живое выступление на The Tonight Show с Джей Лено можно увидеть Моргана Роз (из Sevendust). играющего на барабанах с DJ Aero за пультом, J3 на гитаре и вокале, и, разумеется, Томми Ли на вокале и гитаре. Бас-гитарист не был представлен. В последнее время Methods of Mayhem подписаны на Loud & Proud/Roadrunner Records.

## Стиль
Дебют группы с первым альбомом под самоназванием Methods of mayhem состоялся в стиле рэп-метал. Второй альбом (A Public Disservice Announcement) был создан в более разнообразной стилистике, включающей как рэп-рок, ню-метал, так и дэнс-рок.

## Дискография

### Студийные записи
- 1999: Methods of Mayhem
- 2010: A Public Disservice Announcement

### Синглы
- 2000: Get Naked
- 2000: New Skin
- 2010: Time Bomb
- 2010: Fight Song